# Kraglin
Kraglin es un extraterrestre ficticio que aparece en los cómics estadounidenses publicados por Marvel Comics. Creado por el trazador Stan Lee, el escritor Ernie Hart y el artista Don Heck, apareció por primera vez en Tales to Astonish # 46 (agosto de 1963). Es miembro de los Ravagers. 
Una versión del personaje llamado Kraglin Obfonteri, interpretado por Sean Gunn, aparece en los medios ambientados en el Universo cinematográfico de Marvel, incluidas las películas de Guardianes de la Galaxia (2014), Guardianes de la Galaxia vol. 2 (2017), Avengers: Endgame (2019), Thor: Love and Thunder (2022), The Guardians of the Galaxy Holiday Special (serie de 2022), Guardianes de la Galaxia vol. 3 (2023) y la serie animada de Disney+, What If...? (2021).

## Historia de publicación
El personaje, creado por Stan Lee, Don Heck y Ernie Hart, apareció en Tales to Astonish # 46 (agosto de 1963). Kraglin es un A-Chilitarian, un humanoide alienígena y fue presentado como un villano único que fue derrotado por el Hombre Hormiga y la Avispa.
Después de esa única aparición, Kraglin regresó en All-New Guardians of the Galaxy Annual # 1 (agosto de 2017), de Chad Bowers, Chris Sims y Danilo Beyruth.

## Biografía
Kraglin es un A-Chilitarian del planeta A-Chiltar III y por lo tanto tiene la apariencia de un ser peludo, con ojos púrpura de múltiples facetas. En un momento, estando en Grecia, el Hombre Hormiga y la Avispa investigan a un monstruo atacando barcos en el océano, donde se encuentran con un Cíclope que está siendo utilizado por Kraglin y sus compañeros A-Chilitarians para capturar gente para su complot de estudiar al grupo cautivo de pescadores y marineros, y luego tomar el control de la Tierra.
Durante la historia del Imperio Secreto, Kraglin vuelve a aparecer como un miembro de los Ravagers de Yondu.

## Poderes y habilidades
Los ojos multifacéticos de Kraglin le permiten ver en múltiples direcciones a la vez.

## En otros medios

### Televisión
Kraglin aparece en la serie de Guardianes de la Galaxia, en el episodio de la segunda temporada titulado "El Regreso", con la voz de James Arnold Taylor. Esta versión tiene un aspecto mucho más humano, como su homólogo del universo cinematográfico de Marvel. Él y los Ravagers estaban en el bar de Starlin en Knowhere en el momento en que los Guardianes de la Galaxia traen a Sam Alexander a Knowhere para asustarlo. Cuando Star-Lord los recluta para ayudar a asustar a Sam directamente, Kraglin y los Ravagers culpan a Star-Lord por lo que le pasó a Yondu. Aunque Star-Lord intenta explicar que él está actualmente dentro de la joya de Adam Warlock, de todos modos lo atacan. Kraglin y los otros Ravagers atacan a los Guardianes de la Galaxia hasta que Sam Alexander los derrota lo suficiente para que el camarero J'Que les pida a todos que se vayan y nunca regresen a su bar.

### Universo cinematográfico de Marvel
Kraglin Obfonteri aparece en medios ambientados en el Universo cinematográfico de Marvel (UCM), interpretado por Sean Gunn. Esta versión es miembro de los Devastadores, sirve como primer oficial de Yondu Udonta y tiene una apariencia similar a la de un humano. Además, el guionista y director de Guardianes de la Galaxia (2014), James Gunn, ha declarado que Kraglin es Xandarian.
- Kraglin aparece por primera vez en la película de acción real. Él y los Devastadores rastrean a Peter Quill por traicionarlos antes de unirse a él y los Guardianes de la Galaxia salvan a Xandar de Ronan el Acusador.
- Kraglin aparece en la película de acción real Guardianes de la Galaxia vol. 2 (2017).[11] Durante la caza de los Ravagers con los Guardianes, sin querer desata un motín dirigido por Taserface contra Yondu y sus seguidores. Posteriormente, admite su error y ayuda a Yondu, Rocket Raccoon y Bebé Groot a escapar de los amotinados y más tarde asiste con los Guardianes al enfrentamiento contra Ego. Él estuvo presente durante el funeral de Yondu en el que le da a Quill un Zune digital con sus canciones favoritas de parte de Yondu, y Quill le da a Kraglin la flecha telecinética de Yondu y este se convierte en parte de los Guardianes de la Galaxia. En una escena a mediados de poscréditos, sin querer golpea a Drax el Destructor con la flecha mientras practica cómo usarla.[12]
- Una versión alternativa de Kraglin en la línea de tiempo aparece en la serie animada de Disney+, What If...?.[13] Aparece en el episodio "¿Qué pasaría sí...T'Challa se convirtiera en un Star-Lord?"[14] En el episodio, ambientado en un universo alternativo, Kraglin, como su contraparte principal, sigue siendo el primer oficial de Yondu.
- Kraglin aparece en la película Thor: Love and Thunder (2022).[15] A partir de esta película, se ha convertido en miembro de los Guardianes.
- Kraglin aparece en el especial de televisión de acción real The Guardians of the Galaxy Holiday Special.[16] Ahora con su nueva base en Knowhere, Obfonteri y los Guardianes celebraron la Navidad juntos con los ciudadanos y Kevin Bacon.
- Kraglin aparecerá en la próxima película de acción en vivo Guardianes de la Galaxia vol. 3 (2023).[17] Durante su vida en Knowhere, Obfotneri intentó controlar la Flecha Yaka sin resultados exitosos, peleándose con Cosmo el perro espacial por presumir sus poderes. Obfonteri llevó a Knowhere contra la base del Alto Evolucionador hasta que los Engendros aparecieron, haciendo que Obfonteri se llenara de valentía para usar la flecha correctamente y reconciliándose con Cosmo. Después de la batalla, Obfonteri siguió teniendo aventuras con la nueva alineación de los Guardianes, liderados por Rocket.

### Videojuegos
La versión UCM de Kraglin aparece en Lego Marvel Super Heroes 2. El aparece en Guardianes de la Galaxia vol. 2 de DLC.